# Puccinellia angustata
Puccinellia angustata es una especie de planta herbácea de la familia de las poáceas. Es originario del hemisferio norte.

## Descripción
Es una planta herbácea que se encuentra en suelos de tundra en Alaska, Canadá, Groenlandia y Rusia.

## Taxonomía
Puccinellia angustata fue descrita por (R.Br.) Edward Lothrop Rand & John Howard Redfield y publicado en Flora of Mount Desert Island, Maine 181. 1894.
Etimología
Puccinellia: nombre genérico que fue otorgado en honor de Benedetto Puccinelli (1808–1850), profesor de Botánica en Lucca.
angustata: epíteto latino que significa "estrecho, reducido".
Sinonimia
- Atropis angustata (R.Br.) Griseb.
- Atropis angustata (R. Br.) V.I. Krecz.
- Glyceria angustata (R.Br.) Th.Fr.
- Glyceria angustata (R. Br.) Fr.
- Glyceria angustata (R. Br.) Vasey
- Glyceria gracilis Palib.
- Glyceria vaginata var. contracta Lange
- Glyceria vaginata f. contracta Lange
- Glyceria vaginata var. effusa Rosenv.
- Panicularia angustata (R.Br.) Scribn.
- Phippsia angustata (R.Br.) Á.Löve & D.Löve
- Phippsia angustata subsp. palibinii (T.J.Sørensen) Á.Löve & D.Löve
- Phippsia fragiliflora (T.J.Sørensen) Á.Löve & D.Löve
- Poa angustata R.Br.
- Puccinellia angustata (R. Br.) Nash
- Puccinellia angustata subsp. palibinii (T.J.Sørensen) Tzvelev
- Puccinellia contracta (Lange) T.J.Sørensen
- Puccinellia fragiliflora T.J.Sørensen
- Puccinellia palibinii T.J.Sørensen
- Puccinellia taimyrensis Roshev.[5]